# Jared Hall
Jared Hall (* 1. Mai 1985) ist ein US-amerikanischer Musiker (Trompete, Komposition) des Modern Jazz, der in der Jazzszene von Seattle aktiv ist.

## Leben und Wirken
Hall, der aus Spokane, Washington stammt, studierte an der Whitworth University, der Jacobs School Of Music (Indiana University)  und an der  Frost School of Music (University of Miami), an der er 2015 in Musical Arts promovierte. Zu seinen Lehrern zählten Terence Blanchard, Michael Spiro, Joey Tartell, Pat Harbison, Dan Keberle, Whit Sidener, David Baker und Brian Lynch, bei denen er promovierte. Er hat mit Paquito D’Rivera, Bob Hurst, John Daversa, Arturo Sandoval, Maria Schneider, Vincent Herring, Peter Erskine, Dave Liebman, Alan Pasqua, Wycliffe Gordon, David Binney, Gloria Estefan, George Benson und Fred Hersch gespielt und aufgenommen, des Weiteren im South Florida Jazz Orchestra, mit der Frost Concert Jazz Band und dem Henry Mancini Jazz Septett unter der Leitung von Terence Blanchard.
In Miami spielte Hall 2018 sein Debütalbum Hallways (Hollistic Music Works) ein. In den folgenden Jahren gehörte er u. a. dem South Florida Jazz Orchestra an (Cheap Thrills : The Music of Rick Margitza). 2021 folgte sein zweites Album, Seen on the Scene (Origin Records), das er mit Vincent Herring, John Hansen (Piano), Michael Glynn (Bass) und Matt Jorgensen (Schlagzeug) aufgenommen hatte. Neben Eigenkompositionen spielte er Standards wie Tadd Damerons „Mating Call“, dem „Theme from Love Story“ und „If You Could See Me Now“. 2024 legte er das Album Influences vor.
Außerdem war Hall als Theatermusiker aktiv; er spielte Trompete in Aufführungen der West Side Story, Ragtime, The Producers, The Pajama Game, Shrek the Musical, Thoroughly Modern Millie, Little Women, Catch Me If You Can, Damn Yankees, The Drowsy Chaperone, Hair, In the Heights, Les Misérables und Annie. Hall unterrichtete am Bellevue College, Whitworth University, Eastern Washington University, Boise State University, Columbia Basin College, bei Seattle JazzED, der Seattle Academy of Arts & Sciences und an der Western Washington University.
Hall wurde als Gewinner der National Trumpet Competition 2013 der Jazz Division und des Outstanding Trumpet Award 2008 des Lionel Hampton Jazz Festivals ausgezeichnet.